# Diplophlyctis buttermerensis
Diplophlyctis buttermerensis är en svampart som först beskrevs av Willoughby, och fick sitt nu gällande namn av Dogma 1969. Diplophlyctis buttermerensis ingår i släktet Diplophlyctis och familjen Endochytriaceae.   Inga underarter finns listade i Catalogue of Life.